# Liss-Mårdsjöskogens naturreservat
Liss-Mårdsjöskogens naturreservat är ett naturreservat i Norrtälje kommun i Stockholms län.
Området är naturskyddat sedan 2006 och är 22 hektar stort. Reservatet omfattar södra delen av Liss-Mårdsjön samt en bäck med omgivande våtmarker och sluttningar. Reservatet består grandominerad naturskog och mindre partier av sumpskog.